# François Coulombe-Fortier
François Coulombe-Fortier (* 15. November 1984 in Québec) ist ein kanadischer Taekwondoin, der im Schwergewicht startet.
Coulombe-Fortier startet für den Verein Club Taekwondo Sainte-Foy, trainiert wird er von Alain Bernier. Seine ersten internationalen Titelkämpfe bestritt er bei der Weltmeisterschaft 2003 in Garmisch-Partenkirchen, wo er in der Klasse bis 78 Kilogramm das Achtelfinale erreichte. Seine erste Medaille gewann er im nächsten Jahr mit Bronze bei der Panamerikameisterschaft in Santo Domingo. In den folgenden Jahren blieben weitere internationale Erfolge zunächst aus. Erst mit dem Titel in der Klasse bis 87 Kilogramm bei der Panamerikameisterschaft 2010 in Monterrey konnte er wieder auf sich aufmerksam machen. Coulombe-Fortier gewann bei den Panamerikanischen Spielen 2011 in Guadalajara in der Klasse über 80 Kilogramm die Bronzemedaille. Beim amerikanischen Olympiaqualifikationsturnier 2011 in Santiago de Querétaro erreichte er in der gleichen Gewichtsklasse das Finale gegen Robelis Despaigne und qualifizierte sich für die Olympischen Spiele 2012 in London.
Coulombe-Fortier studiert an der Universität Laval Maschinenbau.